# Seznam dílů pořadu Gebrian versus
Seznam dílů pořadu Gebrian versus uvádí přehled jednotlivých epizod s výjimkou bonusů a trailerů. Český pořad Gebrian versus uveřejňuje internetová televize Stream.cz od září 2012, kdy byla spuštěna první řada. Od října 2013 do června 2015 se pořad nevysílal, poté následovaly další řady. Architekt Adam Gebrian v pořadu komentuje významné stavby a veřejné prostory nejen v České republice. Kameramanem byl český novinář a režisér Janek Rubeš.

## Přehled řad
| Řada | Díly | Premiéra         | Premiéra       |
| Řada | Díly | První díl        | Poslední díl   |
| ---- | ---- | ---------------- | -------------- |
| 1    | 52   | 21. září 2012    | 25. října 2013 |
| 2    | 32   | 11. června 2015  | 28. ledna 2016 |
| 3    | 8    | 18. března 2016  | 6. května 2016 |
| 4    | 56   | 1. července 2016 | 7. září 2017   |
| 5    | 30   | 6. září 2017     | 30. dubna 2018 |

### První řada (2012–2013)
V první sérii zavítal Adam Gebrian do různých měst v České republice.
| Pořadí | Název                                      | Datum premiéry     |
| --- | ------------------------------------------ | ------------------ |
| 1 | Gebrian vs. Květináče                      | 21. září 2012      |
| V prvním díle pořadu se architekt Gebrian zabýval problematikou květináčů, které Praha 5 umístila do veřejných prostranství, tedy na chodník a znepříjemnila tím život místním obyvatelům. Gebrian také vystihuje, že je zbytečnost sázet takovéto květináče na chodník, když je hned vedle obyčejný park, kde by se stromy daly zasadit normálně. Navíc zde na chodníku překáží třeba složkám záchranného systému atp.                                                                 |                                            |                    |
| 2 | Gebrian vs. Metro                          | 9. září 2012       |
| V této epizodě se Adam Gebrian podíval na stanici metra Střížkov, jelikož se jedná jen obyčejnou nepřestupní stanice metra v sídlišti, je prý až moc drahá a luxusní. Celá nosná konstrukce je představena před stanici a vypadá spíše jak ze Star Wars. Na konec epizody Gebrian ukázal srovnání se stanicí Kolbenova, která je prý úkazem toho, že se věci dají dělat dobře. |                                            |                    |
| 3 | Gebrian vs. Hradčanská                     | 27. září 2012      |
| V tomto dílu pořadu se Gebrian zabýval problémy nové části stanice Hradčanská – povrchové. Zde se musí překonávat vlaková trať, tramvajová trať, dále je zde vstup do metra a hlavní silnice. Mezi všemi těmito místy je dlouhá cesta plná všemožných přechodů, nesmyslné a nepřehledné semafory apod. Adam Gebrian uvádí, že nejlepším znamením, že je něco špatně je to, že lidé chodí na červenou.                                                                                   |                                            |                    |
| 4 | Gebrian vs. Jelení příkop                  | 5. října 2012      |
| V této epizodě hovořil Gebrian o Jelením příkopu, který slouží jako alternativní cesta na Pražský hrad. Problematiku rozdělil na dvě části – úpravy za působení prezidenta Václava Havla a za působení prezidenta Václava Klause. Je mezi nimi značný rozdíl. Zatímco část první je stavěná tak, aby se časem sžila s přírodou, tak druhá část je odlišná. Např. u vstupu je velká betonová stěna s vylisovaným nápisem.                                                                |                                            |                    |
| 5 | Gebrian vs. Centrum Liberce                | 11. října 2012     |
| Tato epizoda upozorňuje na problémy obchodních center v Liberci a na tamní terminál MHD. Na tomto terminálu je prý všechno řešeno chaoticky, všude něco jezdí a celá stanice vyvolává pocit nesmyslnosti. Gebrian pozoroval také liberecká obchodní centra. Vyzdvihl jejich zasazení mezi chráněné budovy a podíval se na stavební jámu na staveništi, kde má vzniknout další obchodní centrum.                                                                                         |                                            |                    |
| 6 | Gebrian vs. Bohnice                        | 18. října 2012     |
| V této epizodě se jedná o areál autobusové stanice Odra. Obří budova nad obyčejnou stanicí autobusu ještě z dob socialismu, která je ve velmi špatném stavu. Jediná změna po revoluci je v reklamách a v plotu, který vás donutí tuto konstrukci použít. Jako nejlepší řešení tohoto problému navrhuje architekt tuto střední část budovy zbořit tím pádem silnice dole přiblížit. |                                            |                    |
| 7 | Gebrian vs. Náplavka                       | 25. října 2012     |
| Tato epizoda poukazuje na detaily na Pražské náplavce. Je zde spousta aut, která by na tak důležitém místě neměla být. Dále je zde spousta reklam. Gebrian poukazuje také na veřejné záchodky, které jsou vyřešeny pojízdnými elementy. |                                            |                    |
| 8 | Gebrian vs. Václavské náměstí              | 1. listopadu 2012  |
| Zde se Gebrian podíval na problematiku chodníků a obecně celého pražského Václavského náměstí. Střed náměstí, který byl po celu dobu historie volný, totiž nyní tvoří spousta překážek pro chodce, jako jsou nesmyslné keře, parkoviště taxi namísto chodníků apod. |                                            |                    |
| 9 | Gebrian vs. Reklama                        | 6. listopadu 2012  |
| Tématem byly reklamy umístěné v centru Prahy. Na Národní třídě se vyskytuje nepřeberné množství reklamních bannerů, ploch apod. Praha je prý jedno z mála měst v Evropě, které nemá nějakou vyhlášku na reklamy a které jimi oplývá. |                                            |                    |
| 10 | Gebrian vs. Bourání na Václaváku           | 16. listopadu 2012 |
| Tato epizoda se zabývá kauzou onoho domu na Václavském náměstí, který má být v budoucnu zbourán a nahrazen novým, údajně kvalitnějším a kapacitnějším. Pan Gebrian ukazuje situaci ze tří úhlů pohledu. Z pohledu investora, náhodného kolemjdoucího a z pohledu architekta. |                                            |                    |
| 11 | Gebrian vs. Květináče podruhé              | 23. listopadu 2012 |
| Druhý díl o květináčích, které nakoupila městská část Praha 5. Na místě, kde se natáčel první díl již květináče nejsou, místo toho ale Praha zavedla kampaň „Stěhujeme to“ a přemístila je na místa, kde opravdu nejsou moc potřeba. Tuto kampaň chápe Adam Gebrian jako nesmyslnou, a jako že Praha už doopravdy neví, co s tím má dělat. |                                            |                    |
| 12 | Gebrian vs. Praha 6                        | 30. listopadu 2012 |
| Epizoda o budoucích výstavbách na Praze 6. Praha 6 vytvořila výstavu pro veřejnost, ve které ukazuje budoucí plány na výstavbu, které budou vznikat v okolí. Například se jedná o velikánskou budovu na Vítězném náměstí, která nemá žádný pořádný tvar, nebo o chodníkovou křižovatku nad silniční, která znemožnila jakoukoliv zástavbu a pohyb lidí. |                                            |                    |
| 13 | Gebrian vs. Brno – Hlavní nádraží          | 5. prosince 2012   |
| V této epizodě Adam Gebrian ukazuje problematiku prostoru před brněnským hlavním nádražím. Zastává názor, že není potřeba stěhovat hlavní nádraží za účelem nových pozemků, ale je potřeba zkvalitnět prostor před ním, odstranit nesmyslné ploty atp. |                                            |                    |
| 14 | Gebrian vs. Náměstí svobody                | 14. prosince 2012  |
| V tomto díle se Adam Gebrian podíval na Náměstí Svobody v Brně. Pochválil předchozí rekonstrukci třeba v tom, že slouží perfektně ke svému účelu a že ve směs nikomu nevadí to, že tam není moc zeleně. Následně ukázal porovnání s Václavským Náměstím v Praze, a uvedl, že z něj Brno vychází jako jednoznačný vítěz. |                                            |                    |
| 15 | Gebrian vs. Staroměstské náměstí           | 20. prosince 2012  |
| Vánoční trhy na pražském Staroměstském náměstí jsou většinou předražené a neprodávají se na nich rozumné věci. Adam Gebrian za tím vidí fakt, že je pronájem moc drahý a není tedy dotován Prahou. Proto se zde nemohou konat věci jako knižní veletrhy nebo prodeje zeleniny, a podobné věci, které by si lidi přáli. |                                            |                    |
| 16 | Gebrian vs. Komentáře                      | 26. prosince 2012  |
| Poslední díl z roku 2012 přináší souhrn těch nejvtipnějších komentářů od fanoušků, kteří kritizují Gebrianovy názory. Na závěr popřál Gebrian divákům šťastný nový rok 2013. |                                            |                    |
| 17 | Gebrian vs. Černý Most                     | 10. ledna 2013     |
| „Černý most je ukázka stavby po roce 1990, který je kvalitativně mnohem horší než většina horších staveb ze sedmdesátých a osmdesátých let.“ Zhruba tak popsal tuto stanici architekt Adam Gebrian. Zpochybnil dále účel velkých železných konstrukcí, které nesou pouze pár zářivek po každých deseti metrech nebo velkou skleněnou stěnu, která podle něj slouží jen k tomu, aby na lidi pod ní padal holubí trus.                                                                    |                                            |                    |
| 18 | Gebrian vs. Anděl                          | 18. ledna 2013     |
| Křižovatka tramvají na Andělu je podle architekta Gebriana jedna z věcí, které se v Praze povedly. Žádné zbytečné předpisy, jako je přikázaný směr pohybu lidí pomocí přechodů, nebo obrubníky vyvýšené nad silnicí. Chodníky jsou dostatečně široké a slouží zároveň i jako stanice pro tramvaje. K tomuto celkově dobrému projektu byli pozváni dobří architekti. |                                            |                    |
| 19 | Gebrian vs. Malostranské náměstí           | 24. ledna 2013     |
| Na jednom z nejhezčích míst v Praze, Malostranském náměstí, stojí velké parkoviště. Podle architekta Adama Gebriana je to špatně. Za chybu považuje to, že sami poslanci, kteří vymýšlejí a schvalují zákony, dojíždějí do práce autem. Také si myslí, že by Praha měla více stavět parkoviště P+R (Park and Ride). |                                            |                    |
| 20 | Gebrian vs. Plzeň                          | 7. února 2013      |
| V Plzni proběhlo místní referendum, které zabránilo výstavbě velkého obchodního centra kousek od centra města. Adam Gebrian pochvaluje toto referendum, a i když je teď místo budovy velká nezastavěná plocha, tak si myslí, že je to lepší než velká budova na kterou se bude 50 let nadávat. |                                            |                    |
| 21 | Gebrian vs. Okolí magistrály               | 22. února 2013     |
| Bezprostřední okolí pražské severojižní magistrály v okolí Florence není z výjimkou jedné fast-foodové pobočky nijak využíváno. Jsou zde buď parkoviště, nebo velké nezastavěné plochy. Podle Adama Gebriana by se města neměla rozšiřovat navenek, nýbrž uvnitř, v těchto nezastavěných oblastech, a až potom mimo dosavadní areál. |                                            |                    |
| 22 | Gebrian vs. Cheb                           | 15. února 2013     |
| Město Cheb prošlo v posledních letech dvěma změnami. Pěší trasa z náměstí na vlakové a autobusové nádraží. A výstavba nového terminálu autobusového nádraží a propojení ho s vlakovým. Podle Gebriana je pěší zóna postavená dobře, jsou zde pěkná místa k sezení a kvalitní informativní tabule. Ovšem terminál samotný je prý naprosto otřesný. Nesmyslné železné tyče čnějící se do vzduchu s cedulemi „Nedotýkat se při bouřce“, vysoké stříšky proti dešti tak aby každý zmokl ... |                                            |                    |
| 23 | Gebrian vs. Letňany                        | 28. února 2013     |
| Stanice Letňany, království skla a železa. Tak nazval tuto konečnou stanici Adam Gebrian. Ten nechápe smysl celé této výstavby včetně obřích železných konstrukcí, které drží pouze jedno světlo, nebo nespočet vstupů a výstupů, v kterých se nikdo nevyzná. |                                            |                    |
| 24 | Gebrian vs. Hradec Králové                 | 7. března 2013     |
| Nově vzniklá lávka v Hradci Králové je podle architekta Adama Gebriana velmi dobře propracovaná. Celá je poskládaná – nejdelší kusy mají 4–5 m a země se dotýká jen na dvou místech. Nemá barvu, protože celé okolí je velmi pěkné a proto ji ani nepotřebuje. Na závěr epizody se Gebrian letmo podíval na hradecké autobusové nádraží, a na rozdíl od lávky to moc pochválit nešlo.                                                                                                   |                                            |                    |
| 25 | Gebrian vs. Litomyšl                       | 15. března 2013    |
| Litomyšl je známa díky velkým a hlavně dobrým stavebním projektům po roce 1990. Teď se rozhodli přestavět tamní socialistické autobusové nádraží a podle architekta Adama Gebriana se jim to povedlo. Podařilo se jim skloubit jak autobusové nádraží, tak park, obchod a parkoviště do docela rozumného a pěkného celku. |                                            |                    |
| 26 | Gebrian vs. Letná                          | 21. března 2013    |
| Na Letné má v budoucnu dojít k velkému zklidnění místní dopravy díky tunelu Blanka. Dále zde měla vzniknout pro všechny občany České republiky Národní knihovna. Podle architekta Adama Gebriana bylo místo pro ni vybráno špatně, jelikož v jejím okolí by muselo docházet k rozvoji, a to zde na Letné nelze. |                                            |                    |
| 27 | Gebrian vs. Litomyšl podruhé               | 29. března 2013    |
| Druhý díl z Litomyšle ukazuje, jak se dá dobře postavit protipovodňové koryto k řece, a zároveň ho skloubit s okolním sídlištěm. Je zde nad vodou třeba i umístěné malé pódium se zábradlím, na kterém se dá bez problému sedět. |                                            |                    |
| 28 | Gebrian vs. Praha – Hlavní nádraží         | 12. dubna 2013     |
| 29 | Gebrian vs. Olomouc                        | 18. dubna 2013     |
| 30 | Gebrian vs. Oloumouc podruhé               | 26. dubna 2013     |
| 31 | Gebrian vs. Seznam.cz                      | 29. dubna 2013     |
| 32 | Gebrian vs. Areál technických škol Dejvice | 10. května 2013    |
| 33 | Gebrian vs. Národní technická knihovna     | 16. května 2013    |
| 34 | Gebrian vs. Zlín                           | 24. května 2013    |
| 35 | Gebrian vs. Baťova továrna Zlín            | 30. května 2013    |
| 36 | Gebrian vs. Pardubice                      | 7. června 2013     |
| 37 | Gebrian vs. Satelit Slivenec               | 3. července 2013   |
| 38 | Gebrian vs. Výstaviště                     | 3. července 2013   |
| 39 | Gebrian vs. River City Karlín              | 12. července 2013  |
| 40 | Gebrian vs. Příbram                        | 19. července 2013  |
| 41 | Gebrian vs. Nákladové nádraží Žižkov       | 25. července 2013  |
| 42 | Gebrian vs. Havířov                        | 1. srpna 2013      |
| 43 | Gebrian vs. Opava                          | 8. srpna 2013      |
| 44 | Gebrian vs. Dolní oblast Vítkovice         | 16. srpna 2013     |
| 45 | Gebrian vs. Ostava – Nová Karolina         | 30. srpna 2013     |
| 46 | Gebrian vs. Bourání v Ústí nad Labem       | 6. září 2013       |
| 47 | Gebrian vs. Ústí nad Labem                 | 13. září 2013      |
| 48 | Gebrian vs. Český rozhlas                  | 20. září 2013      |
| 49 | Gebrian vs. Letiště Praha                  | 27. září 2013      |
| 50 | Gebrian vs. Střelecký ostrov               | 3. října 2013      |
| 51 | Gebrian vs. Smetanovo nábřeží              | 18. října 2013     |
| 52 | Gebrian vs. Česká televize                 | 25. října 2013     |

### Druhá řada (2015–2016)
V této sérii se oproti té první architekt Adam Gebrian zabýval i některými stavbami v zahraničních městech, konkrétně v Mnichově a v Bratislavě.
| Pořadí | Název                               | Datum premiéry     |
| --- | ----------------------------------- | ------------------ |
| 1 | Metro Mnichov                       | 11. června 2015    |
| 2 | Metro Praha                         | 18. června 2015    |
| 3 | Květináče potřetí                   | 26. června 2015    |
| 4 | Bratislava – celkový pohled         | 2. července 2015   |
| 5 | Příjezd do ČR (Železná Ruda)        | 9. července 2015   |
| 6 | Bazén Hotelu Thermal                | 16. července 2015  |
| 7 | Nádraží v Bratislavě                | 23. července 2015  |
| 8 | Královská cesta                     | 30. července 2015  |
| 9 | Pražský hrad – architektura         | 7. srpna 2015      |
| 10 | Pražský hrad – veřejný prostor      | 13. srpna 2015     |
| 11 | Slovenská národní galerie           | 20. srpna 2015     |
| 12 | Jihlava                             | 28. srpna 2015     |
| V osmdesátých letech vyrostlo uprostřed Jihlavy velké obchodní centrum Prior namísto bývalých budov. Proč je toto obchodní středisko dnes naprosto bezcenné a je v pořádku ho zbourat? Opět názor Adama Gebriana. |                                     |                    |
| 13 | Bratislava – Hviezdoslavovo náměstí | 4. září 2015       |
| 14 | Allianz Arena Mnichov               | 10. září 2015      |
| V této epizodě se Adam Gebrian zabýval stavební kvalitou mnichovské sportovní arény. Při té příležitosti zhlédl jeden zápas druhé fotbalové bundesligy.                                                           |                                     |                    |
| 15 | Pivovar Lobeč                       | 17. září 2015      |
| 16 | Znojmo                              | 25. září 2015      |
| 17 | Škoda Mladá Boleslav                | 1. října 2015      |
| 18 | BMW Mnichov                         | 8. října 2015      |
| 19 | Quadrio Národní                     | 15. října 2015     |
| 20 | Tunel Blanka                        | 22. října 2015     |
| 21 | Strahovský stadion                  | 29. října 2015     |
| 22 | Líbeznice                           | 12. listopadu 2015 |
| 23 | Tramvajová trať Barrandov           | 19. listopadu 2015 |
| 24 | Veletržní palác                     | 26. listopadu 2015 |
| 25 | Nová scéna Národního divadla        | 3. prosince 2015   |
| 26 | Praha z vlaku                       | 10. prosince 2015  |
| 27 | Frýdlant a Mladá Boleslav           | 17. prosince 2015  |
| 28 | Gebrian vs. Cimrman                 | 31. prosince 2015  |
| 29 | Špindlerův Mlýn                     | 8. ledna 2016      |
| 30 | Ještěd                              | 14. ledna 2016     |
| 31 | Krtek Vrchlabí                      | 22. ledna 2016     |
| 32 | Náměstí Jana Palacha                | 28. ledna 2016     |

### Třetí řada:Gebrian & domy(2016)
| Pořadí | Název                                               | Datum premiéry  |
| ------ | --------------------------------------------------- | --------------- |
| 1      | Střešní nástavba v Praze-Bubenči                    | 18. března 2016 |
| 2      | Loft Řevničov – z obilného sila atypický dům        | 25. března 2016 |
| 3      | Radikální rekonstrukce panelového bytu              | 1. dubna 2016   |
| 4      | Jednopodlažní dům ve svahu                          | 8. dubna 2016   |
| 5      | Zen Houses – experimentální ateliér a dům v Liberci | 15. dubna 2016  |
| 6      | EggO House – Bytová jednotka vestavěná do zahrady   | 22. dubna 2016  |
| 7      | Dům chameleon – Stromy jako součást interiéru       | 29. dubna 2016  |
| 8      | Jednopodlažní rodinný dům ve Zdiměřicích            | 6. května 2016  |

### Čtvrtá řada:Gebrian vs. svět(2016–2017)
| Pořadí | Název                                                                                               | Datum premiéry     |
| --- | --------------------------------------------------------------------------------------------------- | ------------------ |
| 1 | Christo                                                                                             | 1. července 2016   |
| Díl se věnuje projektu The Floating Piers.                                                                                  | |                    |
| 2 | Times Square                                                                                        | 9. září 2016       |
| V díle se architekt věnuje Times Square.                                                                                    | |                    |
| 3 | Tropical Islands                                                                                    | 15. září 2016      |
| Díl se věnuje atrakci Tropical Islands.                                                                                     | |                    |
| 4 | Öresundský most – Nejdelší most v Evropě spojující Švédsko a Dánsko                                 | 22. září 2016      |
| Díl popisuje most přes Öresund otevřený roku 2000.                                                                          | |                    |
| 5 | Samsonova kašna v Českých Budějovicích                                                              | 26. září 2016      |
| Výjimečně zařazený díl do série světových míst věnující se krátkodobé úpravě Samsonovy kašny.                               | |                    |
| 6 | Trafalgarské náměstí v Londýně – V čem je velkou inspirací pro Václavák?                            | 29. září 2016      |
| Srovnání pražského Václavského náměstí a londýnského Trafalgarského.                                                        | |                    |
| 7 | Park imigrantů – Originální nápad, jak vytvořit společný prostor pro 60 národností                  | 6. října 2016      |
| Kodaňský Park imigrantů. | |                    |
| 8 | Trump Tower – Jak vypadá hlavní sídlo prezidentského kandidáta                                      | 13. října 2016     |
| Popis hlavního sídla v době uvedení kandidáta a posléze prezidenta Spojených států amerických.                              | |                    |
| 9 | Hrad Bellinzona – Citlivé spojení historického prostředí se současným stylem                        | 20. října 2016     |
| Seznámení s moderními úpravami historické stavby hradu Bellinzona.                                                          | |                    |
| 10 | Největší důlní stroj F60 nedaleko našich hranic je veřejně přístupný                                | 27. října 2016     |
| Příklad zpřístupnění veřejnosti důlního stroje Besucherbergwerk Abraumförderbrücke F60.                                     | |                    |
| 11 | Londýn – Celkový pohled                                                                             | 3. listopadu 2016  |
| Díl věnující se Londýnu. | |                    |
| 12 | Hafencity Hamburg, Labská filharmonie – Impozantní stavba se prodražila o 14,5 miliardy             | 10. listopadu 2016 |
| Objekt Hamburk-HafenCity vybudovaný pro Labskou filharmonii.                                                                | |                    |
| 13 | Tbilisi – Spektakulární architektura jako důkaz, že Gruzie směřuje na Západ                         | 17. listopadu 2016 |
| Ukázka okázalých staveb v gruzínském hlavním městě Tbilisi.                                                                 | |                    |
| 14 | Židovské muzeum Berlín – Mimořádné instalace a nestandardní prostory, které vás znejistí            | 24. listopadu 2016 |
| Popis berlínského Židovského muzea.                                                                                         | |                    |
| 15 | Bytový komplex Barbican – Tak trochu jiné sídliště                                                  | 1. prosince 2016   |
| Objekt Barbican Estate vybudovaný na místě vzniklém po náletech ze druhé světové války.                                     | |                    |
| 16 | Baku, Staré město – Turismem neobjevené tisícileté centrum ázerbájdžánské metropole                 | 8. prosince 2016   |
| Seznámení se Starým městě v Baku.                                                                                           | |                    |
| 17 | Baku, Centrum Hejdara Alijeva – málokdo by tu čekal tak mimořádně působivou budovu muzea            | 15. prosince 2016  |
| Díl zaměřený na Centrum Hejdara Alijeva v ázerbájdžánském Baku.                                                             | |                    |
| 18 | Park High Line v New Yorku – Z bývalé vlečky vznikl mimořádně inspirativní prostor                  | 22. prosince 2016  |
| Přeměna někdejší newyorské vlečky v High Line.                                                                              | |                    |
| 19 | Muzeum Joan Miró v Barceloně – Místo, kde můžete obdivovat umění, architekturu, město i krajinu     | 29. prosince 2016  |
| Kulturní stánek Muzea Joan Miró.                                                                                            | |                    |
| 20 | Koncerthuset v Kodani – „Modrá krabice“ byla svého času nejdražší koncertní stavbou                 | 5. ledna 2017      |
| Kulturní objekt Koncerthuset v hlavním městě Dánska.                                                                        | |                    |
| 21 | Majdan v Kyjevě – Náměstí, o kterém každý z nás mnohokrát slyšel                                    | 12. ledna 2017     |
| Kyjevské náměstí Nezávislosti, na kterém probíhaly politické protesty.                                                      | |                    |
| 22 | Čiatura v Gruzii – Stará lanová dráha v hornickém městečku dnes slouží jako MHD                     | 19. ledna 2017     |
| Systém lanových drah coby veřejné dopravy v Čiatuře.                                                                        | |                    |
| 23 | Barcelona – Nejfantastičtější kancelář a obytný dům, jaký jste ještě neviděli                       | 26. ledna 2017     |
| Seznámení s bytovým objektem ve španělské Barceloně.                                                                        | |                    |
| 24 | Monte Carasso – Malá švýcarská obec slouží jako příklad celému světu                                | 2. února 2017      |
| Popis úprav provedených ve švýcarské obci Monte Carasso.                                                                    | |                    |
| 25 | Ambasáda v Londýně – Brutalistní stavba reprezentuje to nejlepší z našeho národa                    | 9. února 2017      |
| Seznámení se s československou ambasádou v Londýně včetně jejích úprav po rozdělení státu na Českou a Slovenskou republiku. | |                    |
| 26 | Ambasáda v Tbilisi – Jeden z nejlepších českých moderních domů                                      | 16. února 2017     |
| Úpravy provedené na českém velvyslanectví v Tbilisi.                                                                        | |                    |
| 27 | La Rambla v Barceloně – Nejslavnější ulice Španělska                                                | 23. února 2017     |
| Popis barcelonské ulice La Rambla.                                                                                          | |                    |
| 28 | Tempelhof v Berlíně – Největší památkově chráněná stavba světa, kterou můžete snadno navštívit i vy | 2. března 2017     |
| Ukázka využití někdejšího areálu letiště Berlín-Tempelhof.                                                                  | |                    |
| 29 | Česká národní budova v New Yorku – Jak se podařilo investovat stovky milionů korun do rekonstrukce? | 9. března 2017     |
| Zhodnocení úprav České národní budovy v New Yorku.                                                                          | |                    |
| 30 | Gruzie – Hraniční přechod, McDonald's, benzínka a dálniční odpočívadlo, jaké se hned tak nevidí     | 16. března 2017    |
| Příklad podoby hraničního přechodu v Gruzii.                                                                                | |                    |
| 31 | Komplex 8 House v Kodani – Jedna z nejpozoruhodnějších bytových staveb                              | 23. března 2017    |
| Popis kodaňského bytového objektu.                                                                                          | |                    |
| 32 | Jardí Botànic v Barceloně – Proměna ze skládky na botanickou zahradu                                | 30. března 2017    |
| Proměna původně nehostinného prostoru v botanickou zahradu Jardí Botànic de Barcelona.                                      | |                    |
| 33 | Národní divadlo Londýn – Tohle je skutečný brutalismus, žádnou podobnou stavbu v Česku nemáme       | 6. dubna 2017      |
| Seznámení s Národním divadlem v Londýně.                                                                                    | |                    |
| 34 | Bank of Georgia: Sen Karla Pragera byl místo v Praze realizován v Gruzii                            | 13. dubna 2017     |
| Popis ústředí Bank of Georgia.                                                                                              | |                    |
| 35 | Speicherstadt v Hamburku – Největší železniční model je světovým unikátem                           | 20. dubna 2017     |
| V někdejších hamburských docích je zbudováno Speicherstadt s rozsáhlou modelovou železnicí.                                 | |                    |
| 36 | Ground Zero v New Yorku – Důstojný památník s emotivní atmosférou na místě Dvojčat WTC              | 27. dubna 2017     |
| Zhodnocení Památníku 11. září v New Yorku.                                                                                  | |                    |
| 37 | Barcelonský pavilon – Nejvlivnější stavba 20. století                                               | 4. května 2017     |
| Seznámení se stavbou Barcelonského pavilonu                                                                                 | |                    |
| 38 | Louisiana u Kodaně – Unikátní spojení muzea a přírody                                               | 11. května 2017    |
| Podoba Muzea moderního umění Louisiana zbudovaného v Dánsku                                                                 | |                    |
| 39 | Canary Wharf – Stopa českých architektů v londýnském finančním centru                               | 18. května 2017    |
| Příspěvek českých architektů v sídle centra Canary Wharf.                                                                   | |                    |
| 40 | Renaissance v Barceloně – Výjimečný hotel se 100 metrů vysokou zahradou                             | 25. května 2017    |
| Díl popisuje hotel Renaissance v Barceloně.                                                                                 | |                    |
| 41 | Bellinzona/Monte Carasso: Brutalistní rekreační areál a pozoruhodný most mezi horskými hřebeny      | 1. června 2017     |
| 42 | Tate Modern Londýn – Kdysi se tu vyráběla elektřina, dnes sem chodí pět milionů návštěvníků ročně   | 8. června 2017     |
| Tate Modern, britské národní muzeum moderního umění                                                                         | |                    |
| 43 | Park Gleisdreieck v Berlíně – Výjimečný odpočinkový prostor na místě bývalého kolejiště             | 15. června 2017    |
| Díl o parku Gleisdreieck v Berlíně                                                                                          | |                    |
| 44 | Kastrup Sea Bath u Kodaně – Nejkrásnější přírodní koupaliště                                        | 22. června 2017    |
| Areál Kastrup Strandpark u ostrova Amager v Kodani                                                                          | |                    |
| 45 | Sagrada Família. Fenomenální dílo architekta Gaudího se dokončuje už přes 130 let                   | 29. června 2017    |
| Chrám Sagrada Família v Barceloně navržený Antoniem Gaudím                                                                  | |                    |
| 46 | Casa Milà – Jeden z nejúžasnějších obytných domů na světě                                           | 6. července 2017   |
| Obytný dům Casa Milà navržený Antoniem Gaudím                                                                               | |                    |
| 47 | The Shard: Nejvyšší mrakodrap EU                                                                    | 13. července 2017  |
| Mrakodrap The Shard v Londýně                                                                                               | |                    |
| 48 | Ørestad v Kodani – Klasické sídliště s netypickým veřejným prostorem                                | 20. července 2017  |
| Vznikající sídliště Ørestad v Kodani                                                                                        | |                    |
| 49 | Apple Store na 5. Avenue v New Yorku                                                                | 27. července 2017  |
| Apple Store v ulici Fifth Avenue v New Yorku                                                                                | |                    |
| 50 | Dubaj (0) – Nejrychleji rostoucí město na planetě                                                   | 3. srpna 2017      |
| Přehled o městě Dubaj | |                    |
| 51 | Dubaj (1) – Jak se z rybářské vesničky stalo moderní velkoměsto?                                    | 3. srpna 2017      |
| Historie Dubaje | |                    |
| 52 | Dubaj (2) – Honba za světovými rekordy                                                              | 10. srpna 2017     |
| Rekordy v Dubaji | |                    |
| 53 | Dubaj (3) – Nejvyšší budova světa Burdž Chalífa                                                     | 17. srpna 2017     |
| Mrakodrap Burdž Chalífa v Dubaji                                                                                            | |                    |
| 54 | Dubaj (4) – Princess Tower                                                                          | 24. srpna 2017     |
| Obytný mrakodrap Princess Tower v Dubaji                                                                                    | |                    |
| 55 | Dubaj (5) – Umělé ostrovy                                                                           | 31. srpna 2017     |
| Umělé ostrovy Palm Islands v Dubaji                                                                                         | |                    |
| 56 | Dubaj (6) – Tohle město není pro chodce                                                             | 7. září 2017       |